# Paul Hesselbach
Paul Hesselbach (* 6. Juli 1951 in Nürnberg) ist ein deutscher Fußballtrainer und ehemaliger -spieler.
Der Torhüter Paul Hesselbach spielte für TSV 1883 Johannis Nürnberg (bis 1961), den 1. FC Nürnberg (1961–1973), 1. FC Amberg (1973–1976), Bayer 05 Uerdingen (1976–1982), TuS Schloß Neuhaus (1982), Borussia Mönchengladbach (1983), Stuttgarter Kickers (1983–1985) und ASV Herzogenaurach (1985–1987). Er spielte 72-mal in der Bundesliga und 143-mal in der 2. Bundesliga. Er trainierte die SpVgg Fürth (1987–1989), VfL Frohnlach (1989), SpVgg Bayreuth (1990–1991), TSV Vestenbergsgreuth (1991–1993), nochmal TSV Vestenbergsgreuth (1994–1996), SpVgg Greuther Fürth (2000 und 2001), wo er auch von 1997 bis 2001 Co-Trainer war. Von Oktober 2006 bis Juni 2007 trainierte er die SG Quelle Fürth.
Als Trainer besiegte Hesselbach mit seiner Mannschaft den FC Bayern München im Pokalwettbewerb am 14. August 1994 mit 1:0.
Aktuell ist Paul Hesselbach wieder bei der SpVgg Greuther Fürth als hauptamtlicher Sichter angestellt.